# L'espectacle més gran del món
L'espectacle més gran del món (títol original en anglès The Greatest Show on Earth) és una pel·lícula estatunidenca dirigida per Cecil B. DeMille el 1952. Està doblada al català.

## Argument
El director d'un gran circ estatunidenc, Brad Braden, ha de fer de cara a dificultats financeres. Per intentar equilibrar el pressupost, compromet el "gran" Sebastian, un trapezista de renom. Cada vespre, amb la seva sòcia Dolly, el "gran" Sebastian efectua un número extremadament perillós buscant la glòria.

## Repartiment
- Charlton Heston: Brad Braden
- Betty Hutton: Dolly
- Cornel Wilde: «el gran Sebastian»
- Gloria Grahame: Angel
- James Stewart: el pallasso "Botons"
- Dorothy Lamour: Phyllis
- Lyle Bettger: Klauss
- Henry Wilcoxon: l'inspector Gregory
- Edmond O'Brien: el narrador
- Lawrence Tierney: Henderson
- Robert Carson: el presentador del circ
- Frank Wilcox: el metge
- Lillian Albertson: la mare del pallasso Botons
- Bob Hope: ell mateix
- Bing Crosby: ell mateix
- Kathleen Freeman: una espectadora (no surt als crèdits)
- Julia Faye (Birdle)

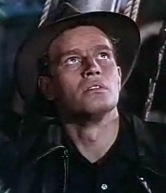
Charlton Heston
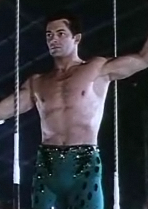
Cornel Wilde
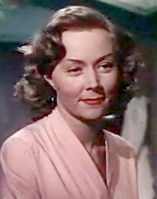
Gloria Grahame
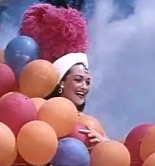
Dorothy Lamour
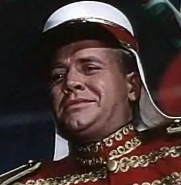
Lyle Bettger
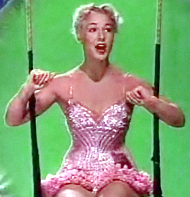
Betty Hutton

## Premis i nominacions
El 1953 va optar a diversos premis, guanyant dos Oscars i tres Globus d'Or:

### Premis
- Oscar a la millor pel·lícula
- Oscar al millor guió adaptat
- Oscar especial a la millor productora: premi Thalberg per Cecil B. DeMille
- Globus d'Or a la millor pel·lícula dramàtica
- Globus d'Or al millor director

### Nominacions
- Oscar al millor director
- Oscar al millor muntatge
- Oscar al millor vestuari en color

## Localitzacions
La pel·lícula va rodar-se als estudis de la Paramount (Hollywood), i també a Cedar City (Utah), Filadèlfia (Pennsilvània), Washington DC, Sarasota i Sarasota Springs, a Florida.